# Carlos del Junco
Carlos del Junco (nacido en 1958 en La Habana, Cuba) es un destacado armonicista de jazz Cubano-canadiense.

## Carrera
Del Junco emigró con su familia a la edad de un año. Comenzó a tocar la armónica a los 14 años de edad. Se graduó con honores en Ontario College of Art en la especialidad de escultura.
Está especializado en la armónica diatónica de diez agujeros. Se dice que la toca como si fuera cromática mediante una técnica que produce un tránsito de armónico que le enseñó el virtuoso de jazz Howard Levy. 
En los años 1980 Del Junco actuó con muchas bandas, incluida la banda de Latin/Reggae/R&B "Eyelevel", n el "Ontario College of Art Swing Band" con Bill Grove y durante seis años con el grupo de rhythm and blues  "The Buzz Upshaw Band". 
En 1990, formó una banda de fusión blues/jazz, "The Delcomos" con Kevin Cooke. También ha grabado con Marcel Aymar, Cassandra Vassick, Oliver Schroer, y Holly Cole. 
En 1993 ganó dos medallas de oro en el Campeonato de armónica del mundo Hohner, que tuvo lugar en Trossingen, Alemania en las categorías de blues diatónico y jazz. En noviembre de ese año lanzó su primer CD con Bill Kinnear.
Pertenece a la discográfica NorthernBlues Music.

## Discografía
| Fecha de lanzamiento | Título              | Artista                                             |
| 1993                 | Blues (CD)          | Bill Kinnear & Carlos del Junco                     |
| 1995                 | Big Road Blues (CD) | Thom "Champagne Charlie" Roberts & Carlos del Junco |
| 1996                 | Just Your Fool (CD) | The Carlos del Junco Band                           |
| 1999                 | Big Boy (CD)        | Carlos del Junco                                    |
| 2001                 | Up And At 'Em (CD)  | Carlos del Junco                                    |
| Blues Mongrel (CD)   | Carlos del Junco    |                                                     |